# Lophiosilurus alexandri
Lophiosilurus alexandri és una espècie de peix de la família dels pseudopimelòdids i de l'ordre dels siluriformes.

## Morfologia
- Els mascles poden assolir 72 cm de longitud total i 5.000 g de pes.[1][2]

## Hàbitat
És un peix d'aigua dolça i de clima tropical (22 °C-27 °C).

## Distribució geogràfica
Es troba a Sud-amèrica: conca del riu São Francisco al Brasil.